# 特務行不行
《特務行不行》是一部於2008年上映的美國喜劇動作片，為彼德·席格執導，劇情改編自60年代深受美國民眾喜愛的喜劇影集《糊塗情報員》，華納兄弟出品，由史提夫·卡爾、安妮·海瑟薇、巨石強森、亞倫·阿金、泰倫斯·史坦普等主演。
電影上映後，儘管獲得兩極的評價，仍以8000萬美元的預算，收穫了2.3億美元的票房佳績。

## 劇情
情報分析員麥斯終於夢想成真，成為美國間諜情報局特控辦的特務，與偶像星級特務23共事，並被委派與外表漂亮兼身手了得的特務99合作，搗破邪惡犯罪組織亂搞黨企圖控制全世界的奸計。

## 演員
| 演員        | 角色                          | 香港配音 |
| 史提夫·卡爾 | 麥斯威爾·斯麥特 Maxwell Smart | 陳欣     |
| 安妮·海瑟薇 | 特務99                        | 張頌欣   |
| 巨石強森    | 特務23                        | 招世亮   |

## 行銷
《特務行不行》電影戲院上映後十一天，即2008年7月1日發行電影延伸劇情《特務到底行不行》（Get Smart's Bruce and Lloyd: Out of Control）DVD。內容為獨立於電影外的故事，事件與電影同步進行發生。
除了電視廣告與電影預告片宣傳外，華納兄弟與百事可樂合作，生產 Sierra Mist 口味汽水，稱作「Undercover Orange」為電影宣傳。同時建立線上論壇「CONTROL Vs. KAOS」，訪客可以參與任務競賽等。另有七分鐘的宣傳影片，是電影中的動作場面片段，麥斯和特務99於飛機上跳傘，可在iTunes免費下載。
Subway連鎖餐廳舉辦活動，贈予電影中展示的1965年的 Sunbeam Tiger 跑車。

## 評價
爛番茄新鮮度51%，基於214條評論，平均分為5.5/10，觀眾評價高達67%；而在Metacritic上得到54分，評價兩極，且多數好評傾向觀眾。

## 票房
美國首映週末收穫3868萬美元位居當週冠軍，台灣首週獲1043萬新台幣奪冠。
| 上一届： 《無敵浩克》 | 2008年全美週末票房冠軍 6月22日 | 下一届： 《瓦力》     |
| 上一届： 《無敵浩克》 | 2008年台北週末票房冠軍 6月22日 | 下一届： 《功夫熊貓》 |

## 外部連結
- Yahoo奇摩電影上《特務行不行》的資料（繁體中文）
- 開眼電影網上《特務行不行》的資料（繁體中文）
- 豆瓣电影上《特務行不行》的資料 （简体中文）
- 时光网上《特務行不行》的資料（简体中文）
- AllMovie上《特務行不行》的资料（英文）
- 爛番茄上《特務行不行》的資料（英文）
- Box Office Mojo上《特務行不行》的資料（英文）
- TCM电影资料库上《特務行不行》的资料（英文）
- Metacritic上《特務行不行》的資料（英文）
- 互联网电影数据库（IMDb）上《特務行不行》的资料（英文）